# Riverside (Texas)
Riverside is een plaats (city) in de Amerikaanse staat Texas, en valt bestuurlijk gezien onder Walker County.

## Demografie
Bij de volkstelling in 2000 werd het aantal inwoners vastgesteld op 425.
In 2006 is het aantal inwoners door het United States Census Bureau geschat op 415, een daling van 10 (-2.4%).

## Geografie
Volgens het United States Census Bureau beslaat de plaats een oppervlakte van
5,3 km², waarvan 4,9 km² land en 0,4 km² water. Riverside ligt op ongeveer 84 m boven zeeniveau.

## Plaatsen in de nabije omgeving
De onderstaande figuur toont nabijgelegen plaatsen in een straal van 28 km rond Riverside.